# 大曼徹斯特旗
大曼徹斯特郡旗（Flag of Greater Manchester）是一面代表英國英格蘭大曼徹斯特都會區的非正式旗幟。大曼徹斯特旗雖然沒有正式註冊，但擁有特殊法律地位。大曼徹斯特旗為紅底，上有十個黃色的塔樓圖案，象徵大曼徹斯特都市區的十個自治市，包括博爾頓、伯里、曼徹斯特、奧爾德姆、羅奇代爾、塔姆塞德、特拉福德、索爾福德、斯托克波特、維根。大曼徹斯特旗現在在英國國家鐵路曼徹斯特皮卡迪利站前飄揚。